# Urocordylidae
Urocordylidae es un grupo extinto de lepospóndilos que vivieron desde finales del período Carbonífero hasta comienzos del período Pérmico, en lo que hoy son los Estados Unidos y Europa. Está representado por los géneros Urocordylus, Ctenerpeton, Ptyonius, Sauropleura, Lepterpeton, Montcellia y Crossotelos.